# Marienklamm

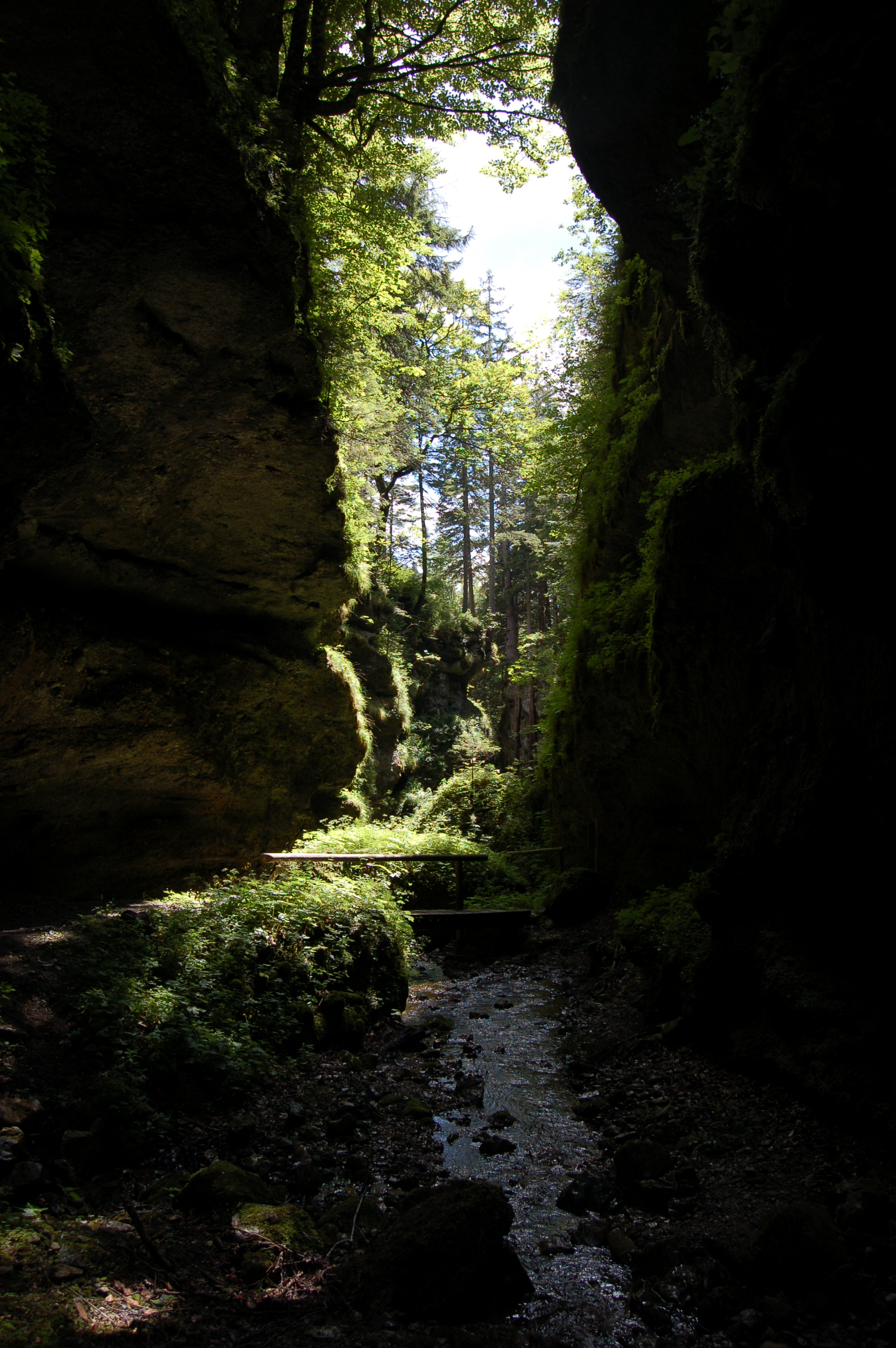
Marienklamm

Die Marienklamm ist eine rund 100 Meter lange Klamm im Haringgraben in Tragöß in der Steiermark. Sie wird vom Haringbach durchflossen, einem Nebenfluss der Laming, der sich hier den Weg durch das Konglomeratgestein (Hangschutt-Brekzie, Burgstall-Brekzie aus dem Holozän) gebahnt hat. Durch die Klamm führt ein Steg.
In den warmen Jahreszeiten sind die Felsen der Marienklamm mit Moosen und Farnen bedeckt. Darunter gibt es Vorkommen des Welligen Sternmooses (Plagiomnium undulatum), des Laubmooses Plagiomnium affine und des Echten Wurmfarns (Dryopteris filix-mas).
In der Vergangenheit wurden im Winter Baumstämme vereist, wodurch sie gerne zum Eisklettern genutzt wurden. 

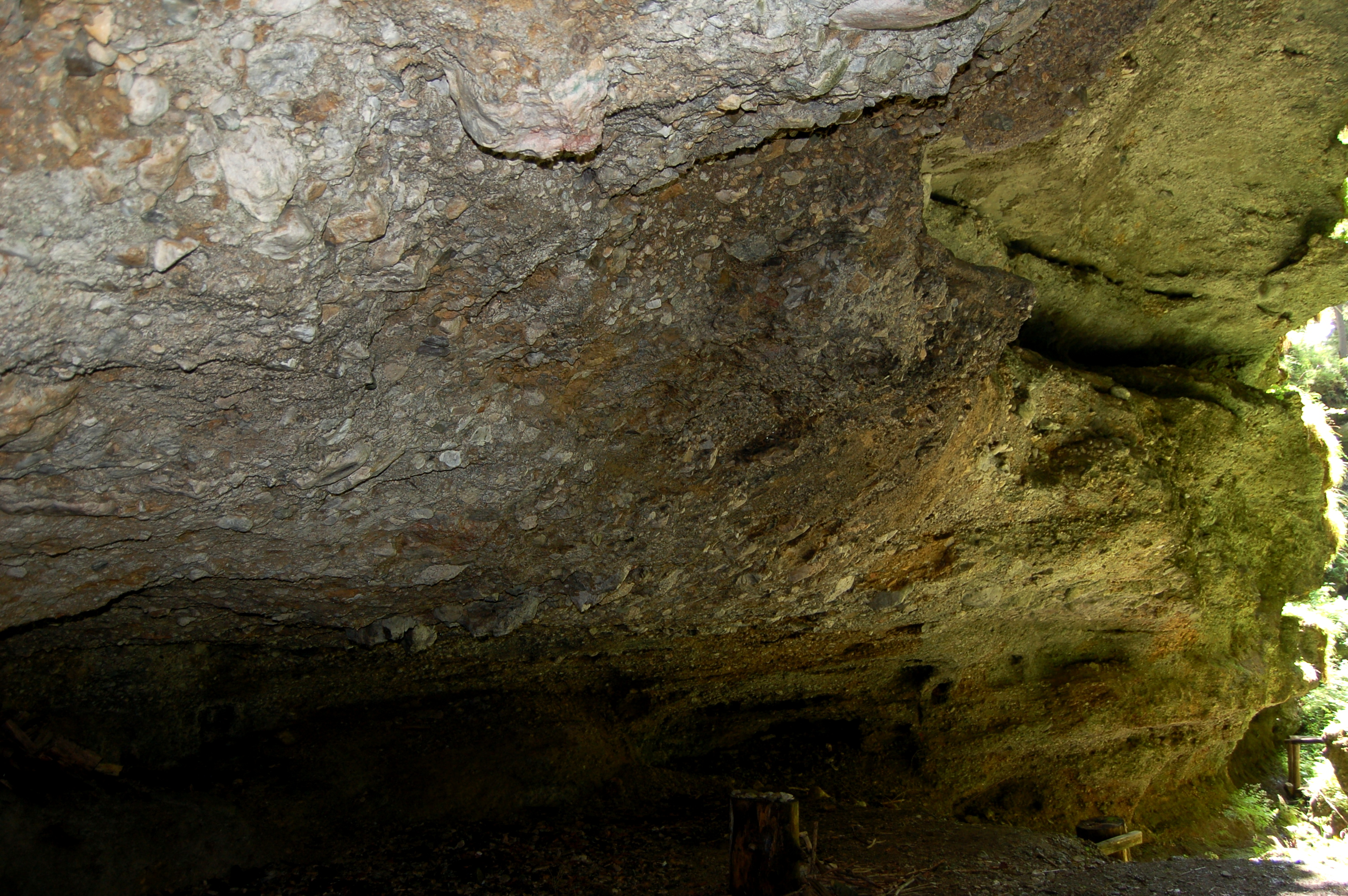
Konglomerathöhle